# EP u amaterskom boksu 1977.
22. Europsko prvenstvo u amaterskom boksu 1977. se održalo od 28. svibnja - 5. lipnja 1977. u istočnonjemačkom gradu Hallu.
Boksači su se borili za odličja u jedanaest težinskih kategorija. Sudjelovalo je 146 boksača iz 23 države.
Boksači iz SSSR-a su osvojili 5 naslova prvaka, Poljske 3 naslova prvaka, DR Njemačke 2 naslova, a Jugoslavije 1 naslov prvaka.
| Kategorija            | zlato              | srebro             | bronca                            |
| papir (-48 kg)        | Henryk Średnicki   | Georgi Georgijev   | Anatolij Kljujev Philip Sutcliffe |
| muha (-51 kg)         | Leszek Błażyński   | Aleksandr Tkačenko | Plamen Kamburov Nuri Eroğlu       |
| bantam (-54 kg)       | Stefan Förster     | Teodor Dinu        | Manfred König Dimitar Pehlivanov  |
| pero (-57 kg)         | Richard Nowakowski | Roman Gotfryd      | Viktor Rybakov Tidi Tudor         |
| laka (-60 kg)         | Ace Rusevski       | Christian Zornow   | René Weller Abdel Kerzazi         |
| poluvelter (-63,5 kg) | Bogdan Gajda       | Ulrich Beyer       | Calistrat Cuţov Memet Bogujevci   |
| velter (-67 kg)       | Valerij Limasov    | Karl-Heinz Krüger  | Vasile Cicu Plamen Jankov         |
| polusrednja (-71 kg)  | Viktor Savčenko    | Markus Intlekofer  | Jerzy Rybicki Kalevi Marjamaa     |
| srednja (-75 kg)      | Leonid Šapošnjikov | Bernd Wittenburg   | Ilija Angelov Svatopluk Žáček     |
| poluteška (-81 kg)    | David Kvačadze     | Ottomar Sachse     | Ion Györfi Rauno Pellikainen      |
| teška (+81 kg)        | Jevgenij Gorstkov  | Jürgen Fanghänel   | Mircea Simon Atanas Suvandžijev   |

## Vanjske poveznice
- Sports123  Arhivirana inačica izvorne stranice od 22. kolovoza 2005. (Wayback Machine)
- EABA
- EP 1977.